# Manuel Galindo Ballesteros
Manuel Enrique Galindo Ballesteros (18 de agosto de 1951, Caracas, Venezuela) es un abogado especialista en Derecho Laboral, magíster en administración educativa y profesor de posgrado. Fue contralor general de la República Bolivariana de Venezuela del 22 de diciembre de 2014 hasta el 23 de octubre de 2018 tras su renuncia por razones "estrictamentes personales".
Se desempeñó como consultor jurídico de la Asamblea Nacional desde 2006 hasta 2010. 
De 2013 a 2014 fue designado procurador general de la República, luego de que su antecesora Cilia Flores se separara del cargo para presidir la Secretaría Ejecutiva del Comando de campaña Hugo Chávez.

## Vida política
Siendo electa Cilia Flores como procuradora en 2012, Manuel Galindo fue nombrado viceprocurador hasta el 11 de marzo de 2013, cuando Flores se separó del cargo para acompañar a Maduro en la campaña por la Presidencia, pasando él a dicho cargo.
En diciembre de 2014 Galindo asume la Contraloría, luego de una polémica elección en la Asamblea Nacional dada la imposición oficialista por mayoría simple, cuando el artículo 279 de la Constitución establece que los máximos representantes del Poder Ciudadano se escogen con el voto favorable de las dos terceras partes del Parlamento.